# Jobst von Galen
Jobst von Galen (* im 16. Jahrhundert; † 6. Juli 1575) war Domherr in Hildesheim, Mainz und Münster.

## Leben
Jobst von Galen entstammte dem westfälischen Adelsgeschlecht von Galen, aus dem zahlreiche namhafte Persönlichkeiten hervorgegangen sind. Er war der Sohn des Jobst von Galen zu Galen und Dinker und dessen Gemahlin Elseke Hake zu Potzlar. Das Domkapitel Münster erhielt am 24. Juli 1569 vom Bischof von Hildesheim den Befehl, Jobst als emanzipiert anzusehen und zu behandeln. Er wurde noch im gleichen Jahr präbendiert und war auch Domherr in Hildesheim und Mainz.